# Onthophagus metriogonus
Onthophagus metriogonus es una especie de insecto del género Onthophagus, familia Scarabaeidae, orden Coleoptera.

## Historia
Fue descrita científicamente por Marcus en 1914.